# Васселл, Девин
Де́вин Э́нтони Вассе́лл (англ. Devin Anthony Vassell; род. 23 августа 2000 года в Суони, штат Джорджия, США) — американский профессиональный баскетболист, выступающий в Национальной баскетбольной ассоциации за команду «Сан-Антонио Спёрс». Играет на позициях атакующего защитника и лёгкого форварда. На студенческом уровне выступал за команду университета штата Флорида «Флорида Стэйт Семинолз». На драфте НБА 2020 года он был выбран под одиннадцатым номером командой «Сан-Антонио Спёрс».

## Профессиональная карьера

### Сан-Антонио Спёрс (2020—настоящее время)
Васселл был выбран под 11-м номером на драфте НБА 2020 года командой «Сан-Антонио Спёрс». 27 ноября 2020 года подписал контракт новичка с «Сан-Антонио», рассчитанный на 4 года. 23 декабря 2020 года Васселл дебютировал в НБА, выйдя со скамейки запасных, и набрал 3 очка, 3 подбора и 1 блок за 20 минут в победе над «Мемфис Гриззлис» со счётом 131:119. 17 апреля 2021 года Васселл набрал максимальные в сезоне 18 очков, а также три подбора, две передачи и два блока в победе над «Финикс Санз» со счетом 111:85.
26 февраля 2022 года Васселл набрал максимальные в сезоне 22 очка, а также пять подборов и четыре передачи в матче с «Майами Хит» (129:133). 1 апреля Васселл снова набрал 22 очка, а также четыре подбора и три передачи в матче с «Портленд Трэйл Блэйзерс» (130:111). Несмотря на максимальные в сезоне 23 очка, а также два подбора и три передачи Васселла, «Сперс» потерпели поражение от «Нью-Орлеан Пеликанс» в матче плей-ин со счетом 103:113. Это поражение лишило «Сан-Антонио» шансов на попадание в плей-офф.
4 ноября 2022 года Васселл набрал максимальные в карьере 29 очков, а также два подбора и две передачи в матче с «Лос-Анджелес Клипперс» (106:113). 17 ноября он снова набрал 29 очков, а также три подбора и три передачи в матче с «Сакраменто Кингз» (112:130). 11 января 2023 года Васселл перенес артроскопическую операцию на левом колене и вернулся в строй 2 марта 2023 года, в победе над «Индианой Пэйсерс». 19 марта 2023 года он вновь набрал 29 очков.
2 октября 2023 года Васселл и «Сперс» договорились о продлении контракта на пять лет и сумму 146 миллионов долларов. Подписанный Васселлом контракт стал самым крупным в истории франшизы «Сперс». 15 декабря 2023 года Васселл набрал рекордные для себя 36 очков, а также шесть подборов и три передачи в победе над «Лос-Анджелес Лейкерс» со счетом 129:115. 27 ноября 2024 года в поражении от «Лейкерс» со счетом 101:119, он стал первым игроком «Сперс», забившим 450 трехочковых в первых 250 матчах за карьеру. 4 марта 2025 года Васселл набрал максимальные в карьере 37 очков в победе над «Нетс».

## Статистика

### Статистика в НБА
| Сезон                                                                                    | Команда     | Регулярный сезон | Регулярный сезон | Регулярный сезон | Регулярный сезон | Регулярный сезон | Регулярный сезон | Регулярный сезон | Регулярный сезон | Регулярный сезон | Регулярный сезон | Регулярный сезон | Серия плей-офф | Серия плей-офф | Серия плей-офф | Серия плей-офф | Серия плей-офф | Серия плей-офф | Серия плей-офф | Серия плей-офф | Серия плей-офф | Серия плей-офф | Серия плей-офф |
| Сезон                                                                                    | Команда     | GP               | GS               | MPG              | FG%              | 3P%              | FT%              | RPG              | APG              | SPG              | BPG              | PPG              | GP             | GS             | MPG            | FG%            | 3P%            | FT%            | RPG            | APG            | SPG            | BPG            | PPG            |
| ---------------------------------------------------------------------------------------- | ----------- | ---------------- | ---------------- | ---------------- | ---------------- | ---------------- | ---------------- | ---------------- | ---------------- | ---------------- | ---------------- | ---------------- | -------------- | -------------- | -------------- | -------------- | -------------- | -------------- | -------------- | -------------- | -------------- | -------------- | -------------- |
| 2020/21                                                                                  | Сан-Антонио | 62               | 7                | 17,0             | 40,6             | 34,7             | 84,3             | 2,8              | 0,9              | 0,7              | 0,3              | 5,5              | Не участвовал  | Не участвовал  | Не участвовал  | Не участвовал  | Не участвовал  | Не участвовал  | Не участвовал  | Не участвовал  | Не участвовал  | Не участвовал  | Не участвовал  |
| 2021/22                                                                                  | Сан-Антонио | 71               | 32               | 27,3             | 42,7             | 36,1             | 83,8             | 4,3              | 1,9              | 1,1              | 0,6              | 12,3             | Не участвовал  | Не участвовал  | Не участвовал  | Не участвовал  | Не участвовал  | Не участвовал  | Не участвовал  | Не участвовал  | Не участвовал  | Не участвовал  | Не участвовал  |
| 2022/23                                                                                  | Сан-Антонио | 38               | 32               | 31,0             | 43,9             | 38,7             | 78,0             | 3,9              | 3,6              | 1,1              | 0,4              | 18,5             | Не участвовал  | Не участвовал  | Не участвовал  | Не участвовал  | Не участвовал  | Не участвовал  | Не участвовал  | Не участвовал  | Не участвовал  | Не участвовал  | Не участвовал  |
| 2023/24                                                                                  | Сан-Антонио | 68               | 62               | 33,1             | 47,2             | 37,2             | 80,1             | 3,8              | 4,1              | 1,1              | 0,3              | 19,5             | Не участвовал  | Не участвовал  | Не участвовал  | Не участвовал  | Не участвовал  | Не участвовал  | Не участвовал  | Не участвовал  | Не участвовал  | Не участвовал  | Не участвовал  |
| 2024/25                                                                                  | Сан-Антонио | 64               | 53               | 31,0             | 44,3             | 36,8             | 79,2             | 4,0              | 2,9              | 1,3              | 0,5              | 16,3             | Не участвовал  | Не участвовал  | Не участвовал  | Не участвовал  | Не участвовал  | Не участвовал  | Не участвовал  | Не участвовал  | Не участвовал  | Не участвовал  | Не участвовал  |
|                                                                                          | Всего       | 303              | 186              | 27,7             | 44,4             | 36,9             | 80,6             | 3,8              | 2,6              | 1,1              | 0,4              | 14,1             | Не участвовал  | Не участвовал  | Не участвовал  | Не участвовал  | Не участвовал  | Не участвовал  | Не участвовал  | Не участвовал  | Не участвовал  | Не участвовал  | Не участвовал  |
| Наведите курсор мыши на аббревиатуры в заголовке таблицы, чтобы прочесть их расшифровку. |             |                  |                  |                  |                  |                  |                  |                  |                  |                  |                  |                  |                |                |                |                |                |                |                |                |                |                |                |

### Статистика в NCAA
| Сезон | Команда       | Conf  | Class | GP | GS | MPG  | FG%  | 3P%  | FT%  | RPG | APG | SPG | BPG | PPG  |
| --- | ------------- | ----- | ----- | -- | -- | ---- | ---- | ---- | ---- | --- | --- | --- | --- | ---- |
| 2018/19 | Флорида Стэйт | ACC   | FR    | 33 | 0  | 10,7 | 43,7 | 41,9 | 67,9 | 1,5 | 0,6 | 0,5 | 0,3 | 4,5  |
| 2019/20 | Флорида Стэйт | ACC   | SO    | 30 | 30 | 28,8 | 49,0 | 41,5 | 73,8 | 5,1 | 1,6 | 1,4 | 1,0 | 12,7 |
| Всего | Всего         | Всего | Всего | 63 | 30 | 19,3 | 47,5 | 41,7 | 72,0 | 3,2 | 1,1 | 1,0 | 0,6 | 8,4  |
| Наведите курсор мыши на аббревиатуры в заголовке таблицы, чтобы прочесть их расшифровку Статистика приведена с сайта sports-reference.com |               |       |       |    |    |      |      |      |      |     |     |     |     |      |